# 圣昂代奥勒 (德龙省)
圣昂代奥勒（法語：Saint-Andéol，法語發音：[sɛ̃.t‿ɑ̃deɔl]）是法国德龙省的一个市镇，属于迪镇区。

## 地理
圣昂代奥勒（44°48'39"N, 5°16'5"E）面积13.37 平方千米，位于法国奥弗涅-罗讷-阿尔卑斯大区德龙省，该省份为法国东南部内陆省份，北起顺时针与伊泽尔省、上阿尔卑斯省、上普罗旺斯阿尔卑斯省、沃克吕兹省和阿尔代什省接壤。
与圣昂代奥勒接壤的市镇（或旧市镇、城区）包括：埃格吕-埃斯库兰、迪瓦地区马里尼亚克、波内和圣欧邦、圣克鲁瓦、圣朱利安昂坎、瓦谢尔昂坎。

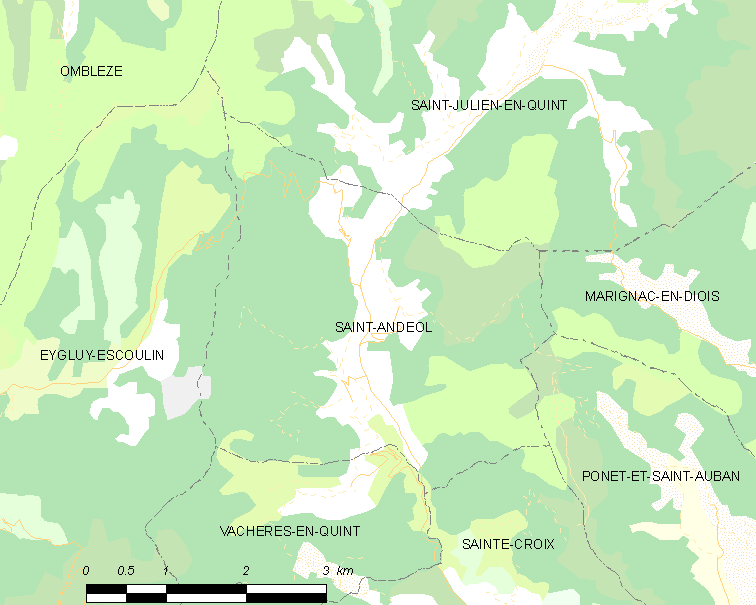
的OSM定位图

圣昂代奥勒的时区为UTC+01:00、UTC+02:00（夏令时）。

## 行政
圣昂代奥勒的邮政编码为26150，INSEE市镇编码为26291。

## 政治
圣昂代奥勒所属的省级选区为迪瓦县。

## 人口

1962-2008年间人口变化图示

圣昂代奥勒于2022年1月1日时的人口数量为83人。